# Maria Laura Mainetti
Sœur Maria Laura Mainetti, née Teresina Elsa Mainetti le 20 août 1939 à Colico et morte assassinée le 6 juin 2000 à Chiavenna, est une religieuse catholique italienne de la congrégation des Filles de la Croix. Reconnue martyre par l'Église catholique, elle est vénérée localement comme bienheureuse et fêtée le 6 juin.

## Biographie

### Enfance
Maria Laura Mainetti, née Teresina Elsa Mainetti le 20 août 1939 à Colico dans la région italienne de Lombardie, était la deuxième fille de Stefano Mainetti et de Marcellina Gusmeroli. Sa mère mourut quelques jours après sa naissance. Elle fut éduquée et élevée par la deuxième épouse de son père.

### Religieuse
En 1957, Teresina Mainetti annonça à sa famille qu'elle voulait devenir religieuse. Le 22 août de cette même année, elle entra comme postulante dans la congrégation des Filles de la Croix à Rome. Le 15 août 1959, elle prononça ses premiers vœux religieux et prit alors le nom de sœur Maria Laura. Elle professa enfin ses vœux perpétuels en 1960.
Elle commença tout d'abord par travailler comme enseignante dans différentes écoles primaires appartenant à la congrégation. Elle enseigna successivement à Vasto de 1960 à 1962, à Rome de 1962 à 1963, à Chiavenna de 1963 à 1969, de nouveau à Rome de 1969 à 1973, à Parme de 1979 à 1984, et enfin de nouveau à Chiavenna de 1984 à 2000. En 1987, sœur Maria Laura devint la supérieure de sa communauté.

### Meurtre

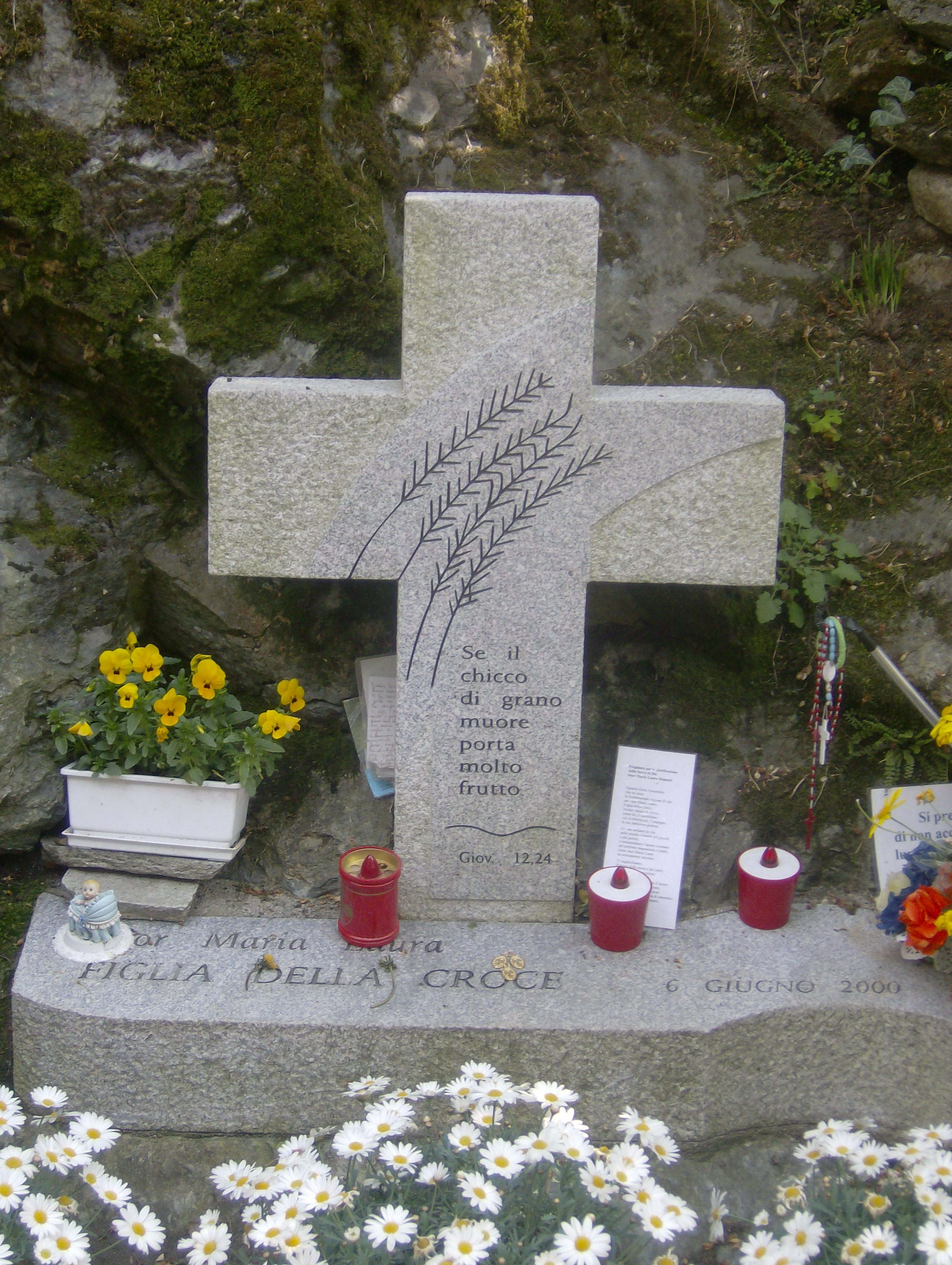
Croix commémorative, près du lieu de l'assassinat.

Le soir du 6 juin 2000, vers 22 heures, Sœur Maria Laura sortit du couvent pour venir en aide à une jeune fille qui l'avait appelée au téléphone, disant qu'elle avait été violée et qu'elle était enceinte, prête à avorter. Mais c'était un prétexte, inventé par une de ses amies. Celle-ci était venue avec une troisième jeune ; les trois jeunes filles, Ambra Gianasso, Milena De Giambattista et Veronica Pietrobelli, âgées de seize à dix-sept ans, s'adonnaient à des pratiques sataniques. Après avoir attiré Sœur Maria Laura dans un parc, les adolescentes la frappèrent de dix-neuf coups de couteau, voulant faire un sacrifice à Satan. Mortellement blessée, la religieuse demanda à Dieu de pardonner aux meurtrières.
Quelques jours après sa mort, Sœur Maria Laura fut enterrée à Chiavenna. Les trois jeunes meurtrières avouèrent le meurtre après leur arrestation ; à la fin du procès contre elles, le 9 août 2001, Veronica Pietrobelli et Milena De Giambattista furent déclarées partiellement irresponsables de leur acte en raison de troubles mentaux et donc condamnées à huit ans et demi de prison. Elles furent libérées en 2004 et 2006 respectivement. Initialement considérée comme la meneuse, Ambra Gianasso fut acquittée, ayant été déclarée totalement irresponsable de son acte en raison d'un trouble mental. Le 4 avril 2002, la cour d'appel infirma son acquittement et la condamna à douze ans et quatre mois.

## Béatification

### Reconnaissance du martyre
Après sa mort, de nombreuses personnes vinrent prier sur la tombe de sœur Maria Laura, et la considèrent comme une sainte martyre. Le 11 mars 2019, sa dépouille est inhumée puis placée dans la Collégiale San Lorenzo de Chiavenna, exposée à la vénération privée des fidèles.
Le 25 octobre 2005, l'évêque du diocèse de Côme ouvre la phase diocésaine de son procès en béatification, qui est clos le 30 mai 2006. En 2008, le dossier de béatification est entre les mains du Saint-Siège et de la Congrégation pour les causes des saints. Sœur Maria Laura Mainetti est ainsi proclamée « Servante de Dieu » par l'Église catholique.
Le 19 juin 2020, le pape François reconnaît le martyre de sœur Maria Laura Mainetti, et signe le décret de sa béatification.

### Cérémonie de béatification
Le 6 juin 2021, le pape François la cite en exemple au cours de la prière de l'Angélus. Il cite « son programme de vie: faire chaque petite chose avec foi, amour et enthousiasme ».
Le même jour, sœur Maria Laura Mainetti est solennellement proclamée bienheureuse à Chiavenna par le cardinal Angelo Becciu.